# 이종 네트워크
이종 네트워크 또는 HetNet(Heterogeneous network)는 두 개 이상의 기지국을 혼용하는 '이종' 네트워크이다.
기존의 셀 체계는 망을 설치할 때 매크로 셀을 설치하여 비교적 큰 기지국을 간격이 좀 여유 있게 듬성듬성한 느낌으로 세운 것이라면, HetNet부터는 그 안에 같이 작은 기지국 또는 스몰 셀을 설치하는 것이다. 그 셀이 피코 셀이나 더 작은 펨토 셀일 수도 있다. 피코 셀은 매크로 셀보다 크기가 작아 주로 통신 사업자에 의해 설치되고, 펨토 셀은 실내 사용에 용이하다.

## 배경
기존 2G/3G 방식은 사용자가 몰린다 싶으면 셀의 크기를 줄이는 방식을 사용했었다. 하지만 아마 LTE 시대가 열리면서 트래픽이 부담되는 지역에서의 데이터를 셀의 크기만으로 감당할 수 없었기에 도입했을 것이다.
이런 한계를 넘기 위해 사람들이 몰리는 곳이나 매크로 셀의 전파가 약한 곳에 작은 기지국을 추가 설치하는 것이 바로 HetNet이다. 사람들이 많이 몰리는 공공지역 같은 곳에는 수십 명 정도를 포괄할 정도의 피코 셀을 설치하고 집과 같은 실내 공간에는 펨토 셀을 설치하여 더 많은 사람들이 더 빠른 속도로 데이터를 전송시키고자 한다. 매크로 셀은 관리 및 유지비용이 비싸지만 피코 셀과 펨토 셀은 작고 설치가 쉬우며 속도가 빠르다는 이점이 있다.

## 폐쇄 가입자 그룹
폐쇄 가입자 그룹(CSG, Closed Subscription Group)이라는 모드가 있다. 예를 들어 어떤 사용자가 자신의 거주 지역의 전송 속도가 잘 안 나오자 자신의 사비를 털어서 펨토 셀을 장만하였다. 그러나 펨토 셀이 커버하는 지역의 다른 사용자도 그 펨토 셀을 이용할 수 있다. 그래서 CSG를 사용하면 허용된 사용자에게만 펨토 셀로 접속이 가능해진다. 그러나 CSG의 멤버가 아니지만 펨토 셀 범위 안에 있는 사용자는 저 멀리 있는 매크로 셀을 사용할 것이다. 이런 경우 펨토 셀의 신호가 간섭이 될 것이다. 그래서 어쩔 수 없이 생긴 모드가 하이브리드 모드로, 간섭을 방지하고자 제한을 두고 CSG가 아니어도 접속할 수 있게 하는 모드이다. 

## HetNet의 문제점과 eICIC
HetNet은 결국 셀을 많이 만들게 되며 기지국이 많을수록 간섭 현상이 문제가 된다. 

### ICIC
사실 eICIC 이전에 ICIC 기술이 먼저 나왔다. ICIC는 데이터 신호의 간섭을 없애는 기술이다. 서브프레임들은 하나의 1ms 시간 구간 안에서 제어 채널 전송 구간과 데이터 채널 전송 구간으로 나뉜다. ICIC에서 간섭을 피하려고 서로 다른 주파수가 할당되는 부분은 바로 데이터 채널 (PDSCH)이고 단말기들에게 할당한 자원에 대한 정보는 제어 채널(PDCCH)로 전달이 되는데 제어 채널은 서로 다른 주파수 영역을 사용하지 않고 주변에 있는 셀 단말기들과 똑같은 주파수 자원을 사용할 수 있게 되는 부분이 문제점이다.
homogeneous network에서는 어차피 주변의 셀끼리 기지국 안테나의 송신 출력이 비슷비슷해서 제어 채널에 의한 간섭이 적어 무시할 수 있었다. 그러나 HetNet에서는 매크로 셀과 스몰 셀의 송신 출력 차이가 매우 커서 스몰 셀 제어 채널이 매크로 셀로부터 간섭을 심히 받아서 ICIC 기술이 도로아미타불이 된다.

### eICIC
LTE에선 ICIC 기술이 쓰였지만 LTE-A부터는 CoMP와 eICIC 기술이 주목받는다. eICIC는 그대로 해석하면 차세대 주파수 간접 제어 기술이다. ICIC가 서로 다른 주파수 영역을 이용하여 셀끼리의 간섭을 피한 것이라면 eICIC는 서로 다른 시간 영역을 이용하는 것이다. 
LTE에서는 10ms 길이의 프레임 단위로 신호를 전송하는데 한 프레임에 10개의 서브프레임이 있다. 스몰 셀은 매크로 셀이 데이터를 전송하지 않는 서브프레임으로 셀 경계 지역에 있는 단말기들과 통신함으로써 매크로 셀의 간섭을 피한다. ABS(Almost Blank Subframe)란 매크로 셀의 서브프레임 중 일부 데이터를 비워 전송 신호의 세기를 약하게 한 프레임이다. 다시 말해 데이터를 전송하지 않는다. 최소한의 제어 정보만을 전송하여 제어 신호로 인한 간섭을 완화시킨다. 
매크로 셀 기지국은 어느 서브프레임에서 데이터를 전송하고 안할지 ABS 패턴 정보로 구성해서 Load Information 메시지를 구성하여 X2 인터페이스를 사용해서 스몰 셀 기지국으로 전달한다. 이 메시지를 받은 스몰 셀 기지국은 매크로 셀이 어느 서브프레임에서 정보 및 데이터를 전송하는지 알 수 있으며 셀 경계에 있는 단말기들에겐 ABS 서브프레임에서만 전송한다. 이 그림에선 예를 들어 매크로 셀이 0011000110이라는 메시지를 구성하여 스몰 셀에게 전송하였다. 여기서 0이  데이터 전송을 하는 것이고 1이 데이터 전송을 안하는 것이다. 매크로 셀과 스몰 셀 경계의 단말기는 서로 다른 서브프레임에서 통신하게 된다.

## 같이 보기
- 개방형 표준